# Ojuunbilegijn Pürewbaatar
Ojuunbilegijn Pürewbaatar (ur. 23 listopada 1973) – mongolski zapaśnik w stylu wolnym. Dwukrotny olimpijczyk. Na igrzyskach olimpijskich w Sydney w 2000 został zdyskwalifikowany za doping. Zajął trzynaste miejsce w Atenach w 2004 roku. Startował w kategorii 58–60 kg.
Ośmiokrotny uczestnik mistrzostw świata, srebrny medalista w 2001 i 2002. Złoty medal na igrzyskach azjatyckich w 2002 i srebrny w 1998. Najlepszy na igrzyskach Wschodniej Azji i mistrzostwach Azji w 1997. Trzeci w Pucharze Świata w 2002 roku.